# سریه اوطاس
سریه اوطاس که به سریه ابوعامر اشعری نیز شهرت دارد، یکی از جنگ‌های صدر اسلام بوده‌است. این واقعه در سال هشتم هجری قمری و به فرماندهی ابوعامر اشعری رخ داد.

## نامگذاری
دلیل نامگذاری سریه ابوعامر اشعری به اوطاس، به جهت منطقه‌ای است که این سریه در آنجا رخ داده‌است. منطقه اوطاس در بین حنین و طائف قرار دارد که امروزه جزئی از استان مکه محسوب می‌گردد.

## شرح واقعه
پس از جنگ حنین و پیروزی مسلمانان بر قبیله هوازن، گروهی از هوازنی‌ها به منطقه‌ای به نام اوطاس گریختند. محمد بن عبدالله با شنیدن این گزارش، ابوعامر اشعری -عموی ابوموسی اشعری- را با گروهی از مسلمانان به تعقیب آنان فرستاد و با رسیدن ابوعامر اشعری به منطقه اوطاس، جنگی میان آنان درگرفت و در این بین ابوعامر توسط قبیله هوازن کشته شد. برخی عامل کشته شدن وی را سلمة بن درید معرفی کرده‌اند که به سبب پرتاب تیر از کمان این عمل را انجام داده‌است.
پس از کشته شدن ابوعامر، ابوموسی اشعری عهده‌دار فرماندهی جنگ شد و در نهایت سپاه اسلام پیروز گردید.

## پیامدها
در سریه اوطاس، زنی شوهردار از هوازن به اسارت مسلمانان درآمد و مسلمانان به جهت شوهردار بودن وی، کنیزی او را گناه می‌دانستند تا اینکه آیه نازل شد که زنان شوهرداری که بدون همسرشان به اسارت درآمده‌اند، پس از گذشت ایام عده، حکم کنیز را خواهند داشت.